# Jess A. Loup
Jess A. Loup (* 1974) ist eine deutsche Schriftstellerin für Liebesromane in Fantasyliteratur.

## Literarisches Wirken und Leben
Seit 2015 veröffentlichte Loup im ehemaligen Imprint Dark Diamonds des Carlsen Verlags die Romantasy-Reihen (Romantische Fantasyliteratur) Enchanted, Mysterious und Im Bann der Magie. Das Jugendfantasybuch Tyra & Fenris erschien 2017 im Ueberreuter Verlag. Gemeinsam mit der Autorenkollegin Nika S. Daveron schrieb Loup den Vampir-Liebesroman Beyond eternity – der Fluch des Vampirs, der 2020 im Impress Verlag publiziert wurde. 2021 veröffentlichte der Piper Verlag den Romantasy-Suspence-Roman (romantische Fantasy mit Spannung) Sanguis Corvi – das Blut des Raben und der Impress Verlag den Romance-Suspence-Roman Elite Secrets – Herz in der Brandung (Liebesroman mit Spannung).
Loup lebt zurzeit in Bayern. 

## Werke (Auswahl)

### Enchanted-Reihe
- Elfenspiel (Band 1). Dark Diamonds, Hamburg 2018, ISBN 978-3-551-30114-7.
- Prinzenfluch (Band 2). Dark Diamonds, Hamburg 2018, ISBN 978-3-551-30136-9.
- Drachenwut (Band 3). Dark Diamonds, Hamburg 2019, ISBN 978-3-551-30158-1.

### Mysterious-Reihe
- Zwergenerbe (Band 1). Dark Diamonds, Hamburg 2018, ISBN 978-3-646-30112-0.
- Druidenkraft (Band 2). Dark Diamonds, Hamburg 2019, ISBN 978-3-646-30113-7.
- Hexensturm (Band 3). Dark Diamonds, Hamburg 2019, ISBN 978-3-646-30163-2.

### Im Bann der Magie Reihe
- Wechselbalg (Band 1). Dark Diamonds, Hamburg 2018, ISBN 978-3-646-30120-5.
- Druidenmädchen (Band 2). Impress, Hamburg 2018, ISBN 978-3-646-30134-2.

### Einzelbände
- Tyra & Fenris. Ueberreuter Verlag, Berlin 2017, ISBN 978-3-7641-9187-0.
- Beyond eternity – der Fluch des Vampirs. Impress Verlag, Hamburg 2020, ISBN 978-3-551-30225-0.
- Sanguis Corvi – das Blut des Raben. Piper Verlag, München 2021, ISBN 978-3-492-50478-2.
- Elite secrets – Herz in der Brandung. Impress Verlag, Hamburg 2021, ISBN 978-3-551-30406-3.

### In Anthologien
- Wir schreiben für Euch – Krimi und Thriller. Independent Bookworm, München 2021, ISBN 978-3-95681-219-4.
- Midnight Stories. Sternensand Verlag, Hirzel 2021, ISBN 978-3-03896-224-3.